# Comunicațiile în România
România este o țară în care sectorul comunicațiilor cunoaște o creștere accelerată după Revoluția din 1989. Televiziunea publică (Televiziunea Română), postul de radio public (Societatea Română de Radiodifuziune) și agenția de presă Rompres sunt singurele companii de stat din acest domeniu, care sunt coordonate de Ministerul Comunicațiilor și Tehnologiei Informației.
Există aproximativ 4,1 milioane de linii fixe de telefonie, principalii furnizorii fiind Orange Romania Communications , RCS & RDS și UPC România și aproximativ 19 milioane de utilizatori de telefonie mobilă.
Furnizorii de telefonie mobilă sunt: Orange România, Vodafone România, Telekom Romania Mobile Communications si Digi.Mobil
Televiziunea prin cablu este disponibilă aproape fară excepție pe întreg teritoriul țării.
În anul 2005 funcționau 11,35 de milioane de televizoare.
Piața românească de telecomunicații a atins o valoare de cinci miliarde de euro în anul 2008,
iar în 2009 a scăzut la 3,9 miliarde de euro.
În anul 2010, în România existau 1.900 de furnizori de rețele sau servicii de comunicații.

## Internetul
În anul 2010, serviciile de internet fix au adus operatorilor afaceri de 184 milioane de euro, în timp ce în anul 2009 acestea erau de 171 milioane de euro.
În anul 2005, piața de servicii de acces la Internet a fost de 81 milioane euro.
În ianuarie 2010, numărul utilizatorilor de internet din România era de 7,5 milioane.
Tot în 2010, România avea 45% din gospodării conectate la internet, ocupând penultimul loc în Uniunea Europeană, înaintea Bulgariei.
În anul 2008, mai mult de un sfert dintre gospodăriile din România aveau acces la rețeaua de internet acasă, iar 88,1% dintre acestea se găseau în mediul urban.
În anul 2004, procentul de locuințe conectate la internet era de 7%, față de 9% în Bulgaria.
Penetrarea serviciilor de internet în bandă largă a ajuns la 11,7% in ianuarie 2009, față de sub 9% în ianuarie 2008, și este una dintre cele mai mici din Europa, în principal din cauza slabei penetrări a PC-urilor, a lansării târzii a serviciilor de internet pe piață, a acoperirii broadband slabe și a veniturilor mici ale populației, în special în zonele rurale.
Prin comparație, în UE, media era de 54% în anul 2008. În prezent (martie 2009), principalii furnizori de servicii de internet sunt Romtelecom, care este și cel mai mare operator de telefonie fixă de pe piață, cu peste 550.000 de clienți, RCS&RDS, cu peste 850.000 de clienți, și UPC România, cu peste 230.000 de utilizatori, în timp ce piața de internet mobil este dominată de Orange România și Vodafone România, primii doi jucători de telefonie mobilă.
În iunie 2010, în România existau 2,93 milioane de conexiuni fixe de internet în bandă largă și 5,77 milioane de conexiuni de internet mobil.
În ianuarie 2008, 67% din firmele din România cu cel puțin zece angajați aveau acces la internet.
Media la nivelul celor 27 de țări membre ale UE este de 93%.
Din punct de vedere al vitezei de conectare, România se situează pe locul al patrulea la nivel global în ceea ce privește viteza medie de conectare la internet, cu 6,3 Mbps în martie 2010.
Pe primele locuri se află Coreea de Sud, Hong Kong și Japonia, în Coreea de Sud viteza medie fiind de 12 Mpbs.
Număr de utilizatori de internet:
| Anul     | 2010 | 2007 | 2006 | 2005 | 2000 |
| -------- | ---- | ---- | ---- | ---- | ---- |
| milioane | 7,7  | 5,0  | 4,7  | 3,1  | 0,8  |

### Internetul mobil în România
În iunie 2009, gradul de penetrare a serviciilor de internet broadband mobil la suta de locuitori în România era de 32,1% față de doar 5,1% la jumătatea anului 2008.
Prețul pe gigabyte (GB) s-a situat în anul 2009 la o valoare de 1,56 euro, în scădere cu aproape 43% față de anul 2008, când prețul pe GB s-a situat în jurul valorii de 2,73 euro

## Telefonia
Până la data de 1 ianuarie 2003, Romtelecom a deținut monopolul pe piața de telefonie fixă.
În anul 2011, numărul de linii de acces (posturi telefonice) a ajuns la 4,69 milioane, din care 3,84 milioane erau instalate abonaților persoane fizice și 0,85 milioane de linii de acces la abonați persoane juridice.
În anul 2009, românii au plătit 2,4 miarde de euro pe servicii de telefonie mobilă,
iar în 2010 piața a fost de 2,1 miliarde de euro.
Piața de telefonie fixă a fost de 486 milioane euro în 2009 și 443 milioane euro in 2010
Începând din octombrie anul 2008, operatorii au fost obligați să asigure clienților posibilitatea de a-și păstra numărul atunci când schimbă operatorul.
Într-un an, până în octombrie 2009, au fost portate 157.041 de numere, din care majoritatea de 67% (105.745) sunt numere de telefonie mobilă,
iar numerele de telefonie fixă portate au fost în număr de 51.291.
La data de 15 februarie 2011 se înregistra un număr total de 445.000 de numere portate, dintre acestea 301.000 fiind în rețele de telefonie mobilă, restul de circa 144.000 fiind numere portate în rețelele de telefonie fixă.
În 2003 traficul zilnic de voce a fost de 34.600 de minute, iar în 2004, traficul a crescut până la aproximativ 40.000 de minute zilnic.
Toți operatorii de telefonie fixă și mobilă sunt obligați să stocheze timp de șase luni datele convorbirilor telefonice și ale SMS-urilor românilor, potrivit Legii 298/2008.
Datele înregistrate sunt: numărul de telefon al apelantului și al celui care a fost apelat, adresa abonatului, locația celui care este apelat, când a fost făcut apelul și cât durează convorbirea telefonică.

### Serviciul universal informații abonați
La data de 31 octombrie 2009 a fost lansat serviciul universal al abonaților de telefonie 118 800(118 932).
Registrul abonaților include contactele utilizatorilor privați și ale companiilor (inclusiv utilizatorii de cartele preplătite), care acceptă sa fie introduși în baza de date.
Registrul care este disponibil și pe site-ul  www.118932.com.ro[nefuncțională]
 și în limba engleză conține numere de telefon, din rețeaua națională fixă și mobilă, numere de fax și adresă poștală, iar în noiembrie 2009 avea trei milioane de numere de telefon din toate rețelele naționale fixe și mobile.
Până în 2008, furnizorii de telefonie ofereau servicii de informații privind abonații prin numere interne de rețea ori prin numere naționale scurte, dar acestea dădeau acces doar la bazele de date cu abonații proprii.
Prin numerele 931 și 1931, Romtelecom a oferit servicii de informații privind proprii abonați de telefonie mai bine de 50 de ani.
Pentru a se asigura acces la nivel național și din orice rețea la astfel de servicii, ANCOM a decis în 2008 să aloce în această direcție numere de forma 118(xyz).
La nivel european, numerele de tip 118(xyz) sunt utilizate pentru serviciile de informații privind abonații, furnizorii oferind prin intermediul lor atât servicii de informații privind abonații, cât și servicii conexe acestora, precum informații privind domeniul de activitate sau profesia abonatului sau informații privind abonații în limbi de circulație internațională.
În România, procedura de alocare a unor numere naționale scurte pentru servicii armonizate la nivel european de forma 118(xyz) a fost inițiată de ANCOM în noiembrie 2008, iar în noiembrie 2009 dețineau licență de utilizare pentru acest tip de resurse de numerotație nouă companii.
În februarie 2010, a fost lansat și serviciul 118 724, care deține o bază de date de 300.000 de numere de companii actualizată permanent.
Serviciul oferă informații dintre cele mai diverse, de la adrese ale restaurantelor și până la numele filmului care rulează la un anumit cinema.

### Telefonia mobilă
La sfârșitul anului 2008, rata de penetrare a serviciilor de telefonie mobilă, calculată în funcție de numărul de cartele SIM preplătite „active”, a ajuns la 114%, depășind 24,5 milioane de unități, adică abonamente și cartele preplătite valabile prin intermediul cărora s-a realizat trafic tarifabil. Din cei 9,7 milioane de utilizatori cu abonament lunar existenți la data de 31 decembrie 2008, peste 70% reprezentau persoane fizice (6,8 milioane), iar cei 2,9 milioane persoane juridice reprezentau mai puțin de 30%.
Factura de telefonie mobilă a scăzut cu patru euro pe parcursul lui 2008, de la 18,13 euro la 14,22 euro.
Costul de convorbire pe minut este în medie de 0,08 euro, față de media de 0,14 euro din Europa (martie 2009).
Media tarifelor de interconectare a scăzut la 0,0677 euro în 2008, față de 0,074 euro în 2007 și sub media din Uniunea Europeană, care a fost de 0,0855 euro anul 2008.
Piața este dominată de Orange România și Vodafone România, urmați de Cosmote România, RCS&RDS și Zapp.
În octombrie 2008, rata de penetrare a telefoniei mobile era de 103%, în creștere față de 86%, cât era un an mai devreme, dar mai redusă decat media penetrării serviciilor de telefonie mobilă în Uniunea Europeană, care era de 119%.
În septembrie 2004, numărul de utilizatori de telefonie mobilă era de 9 milioane de clienți.
Numărul românilor care au acces la telefonia mobilă a crescut, de la 6,9 milioane în 2003, la 9,1 milioane de utilizatori în 2004.
Vânzările de telefoane au fost de 253 de milioane de euro în anul 2009.
Vânzările de telefoane inteligente (smartphone) au însemnat 21,4% din piața totală de telefoane, ca valoare (55 milioane euro), și 3,7% ca număr de telefoane.
În anul 2009, tarifele de interconectare erau de 5 eurocenți pentru Orange și Vodafone, 6,4 eurocenți pentru Cosmote și Zapp și 7,2 eurocenți pe minut pentru RCS&RDS.

## Televiziunea
În anul 2009, piața de cablu este încă foarte fragmentată, înglobând peste 500 de furnizori, care aveau 3,48 milioane de clienți.
Dintre aceștia, aproximativ 2,6 milioane erau clienți ai RCS&RDS și UPC.
În anul 2009, românii au cheltuit aproximativ 380 de milioane de euro pe servicii TV (cablu, satelit și IPTV).
În anul 2009, România avea aproximativ 630 de companii active în domeniul distribuției de programe de televiziune și tot atâtea care distribuie servicii de internet.
Operatorii de distribuție de televiziune - cablu și DTH (televiziune prin satelit) - au realizat în anul 2008 o cifră de afaceri cumulată de 2,6 miliarde de lei.
Principalii furnizori de servicii de televiziune sunt RCS&RDS, cu peste 1,35 milioane de clienți de cablu și 1,1 milioane de clienți pe televiziune prin satelit, UPC România, cu peste 1,2 milioane de clienți de servicii TV, și Romtelecom, cu peste 550.000 de clienti de televiziune digitală prin satelit.
La jumătatea anului 2009 operatorii de servicii TV aveau aproape 6 milioane de clienți pentru cablu sau satelit TV.
În România sunt 7,5 milioane de gospodării.
În anul 2012, televiziunile vor trece de la transmisiile analogice la cele digitale.
Guvernul va plăti aproape 146 milioane euro pentru ca peste 1,4 milioane de gospodării din România să nu rămână în casă cu un televizor nefuncțional.
În România, dintre cele 7,3 milioane de gospodării, în jur de 5,7 milioane sunt abonate la serviciile unui operator, restul de 1,6 milioane fiind cele care utilizează televiziunea terestră analogică, adică recepționează programe gratuit, din eter, cu antenă individuală de bloc sau de cameră (iulie 2010).
La sfârșitul anului 2010, în România se înregistrau 2,8 milioane de abonați la serviciile de retransmisie a programelor audiovizuale recepționate în format digital.
În mai 2011, cei aproape 5,7 milioane de abonați la serviciile de televiziune plăteau aproximativ cinci euro pe lună pentru abonamentul TV, prețul mic al abonamentelor TV fiind determinat de competiția intensă dintre operatori.

## Companii
Principalele companii de telecomunicații din România, și numărul lor de clienți:
| Companie        | RCS&RDS   | Romtelecom | UPC       | Orange     | Vodafone  | Cosmote   | DTH Television | Blue Telecom |
| --------------- | --------- | ---------- | --------- | ---------- | --------- | --------- | -------------- | ------------ |
| Internet        | 1.100.000 | 750.000    | 256.400   | -          | -         | -         | -              | -            |
| TV Cablu        | 1.350.000 | -          | 1.074.900 | -          | -         | -         | -              | 210.000      |
| DTH             | 1.100.000 | 850.000    | 124.700   | -          | -         | -         | 200.000        | -            |
| Tel Fixă        | 1.500.000 | 2.800.000  | 144.500   | -          | -         | -         | -              | -            |
| Tel Mobilă      | 1.350.000 | -          | -         | 10.694.000 | 9.535.248 | 6.000.000 | -              | -            |
| Afaceri (mil €) | 710 ($)   | 807        | 144       | 1.300      | 1.184     | 311       | 18             | 8,2          |